# Jean-Charles Terrassier
Jean-Charles Terrassier (Cannes, 21 de abril de 1940 - Niza, 1 de enero de 2022) fue un psicólogo francés. Se especializó en superdotación intelectual infantil y fundó la Association française dédiée aux enfants intellectuellement précoces (ANPEIP).

## Biografía
Asistió a la escuela secundaria en Cannes antes de obtener una licenciatura en psicología de la Universidad de París IV París Sorbonne en 1967. Después de su educación, trabajó como psicólogo clínico en Niza. También trabajó para Mensa International en París antes de fundar una sucursal local en Niza en 1968. En 1971 fundó la Association nationale pour les enfants surdoués (ANPES), dedicada a los niños que mostraban un alto nivel de inteligencia medido por pruebas psicométricas. La Asociación cambió su nombre en 1987 a Association française dédiée aux enfants intellectuellement précoces (ANPEIP), que hoy cuenta con 25 sucursales regionales y tiene su sede en Niza. En 1977 participó en la fundación del Consejo Mundial para Niños Dotados y Talentosos en San Francisco y Londres. Fue elegido miembro de su junta directiva en 1981. También cofundó EUROTALENT en París.
En 1978, Terrassier ayudó a organizar el primer Congreso Internacional para Niños Superdotados, organizado por el Centre universitaire méditerranéen y ANPEIP. En 1987, el  Ministerio de Educación Nacional organizó las primeras clases para niños superdotados intelectualmente en la École publique Las Planas de Niza tras varios años de activismo de Terrassier.
Falleció el 1 de enero de 2022, a la edad de 81 años.

## Publicaciones
- Le syndrome de dyssynchronie, (1979)
- Dyssynchrony - uneven development in The psychology of gifted children, (1985)
- Le développement psychologique des enfants intellectuellement précoces, (1996)[5]
- Les enfants surdoués ou La précocité embarrassante, (2014)[6]
- Guide pratique de l'enfant surdoué: Comentario réussir en étant surdoué?, (2016)
- Les enfants surdoués ou la précocité embarrassante, (2019)
- Les enfants surdoués - Comprendre la précocité pour bien la vivre, (2020)